# Roger Cowley
Roger A. Cowley (* 24. Februar 1939; † 27. Januar 2015) war ein britischer Physiker, der sich mit experimenteller Festkörperphysik beschäftigte.
Er studierte an der Universität Cambridge, wo er 1960 seinen Bachelor-Abschluss machte und 1963 promovierte. Danach war er Research Fellow in Trinity Hall, Cambridge, und ab 1964 Research Officer bei der „Atomic Energy of Canada Ltd.“. Seit 1970 war er Professor an der Universität Edinburgh und seit 1988 Professor für Experimentalphysik in Oxford und Fellow des Wadham College. Acht Jahre war er auch Vorsitzender (Chairman) der Physik-Fakultät in Oxford. Seit 2008 war er dort Professor emeritus.
Cowley untersuchte Festkörper und kondensierte Materie mit Röntgenbeugung und Neutronenstreuung, zum Beispiel der Phonon-Dispersionskurven in Ionenkristallen, strukturelle Phasenübergänge in Kristallen, Spinwellen-Anregungen und Anregungen in flüssigem Helium 3 und 4. Er untersuchte auch verschiedene magnetische Systeme, die Heisenberg- und Isingmodellen in verschiedenen Dimensionen entsprechen, und testete die theoretischen Vorhersagen über die Natur von deren Phasenübergängen.
Cowley war 1973 der erste Träger des Max-Born-Preises.
Er war Fellow der Royal Society und der Royal Society of Edinburgh. Cowley war verheiratet und hatte zwei Kinder.

## Schriften
- mit A. D. Bruce: Structural Phase transitions. Taylor and Francis London 1981, ISBN 0-85066-206-0 (In russischer Sprache: А. Брус, Р. Каули: Структурные фазовые переходы. Мир, Москва 1984).
- mit A. D. B. Woods: Structures and excitations in liquid Helium. In: Reports on Progress in Physics. Vol. 36, Nr. 9, 1973, ISSN 0034-4885, S. 1135–1231, doi:10.1088/0034-4885/36/9/002.
- mit William Cochran: Phonons in perfect crystals, in Siegfried Flügge, Handbuch der Physik, Band 25–2a, 1967